# Kolloquium
Ein Kolloquium, teilweise auch Colloquium geschrieben (von lateinisch colloquium „Gespräch“, „Unterredung“), wird heute meist in seiner Bedeutung als wissenschaftliches Gespräch verstanden. Im akademischen Bereich bedeutet es heute meist einen fachlichen Gedankenaustausch ohne feste Form, im Gegensatz etwa zu einem Seminar.
An Hochschulen kann ein Kolloquium aber auch den Charakter einer Rechenschaftsablegung haben – etwa beim „Kolloquieren“ eines Übungsstoffes oder der verwendeten Literatur.

## Begriffsdefinition
Der allgemeine Begriff wird in verschiedenen Bereichen verwendet, vor allem für universitäre und wissenschaftliche Tagungen.

### Bildungsbereich
Im Bildungsbereich heißen folgende Prüfungen und Abschlussveranstaltungen Kolloquium:
- mündliche Prüfung im Abitur (Präsentationsprüfung/Besondere Lernleistung)
- in Österreich werden seit Einführung des Schulversuchs der Modularen Oberstufe an den AHS auch schriftliche und mündliche Wiederholungsprüfungen am Semesterende als Kolloquien bezeichnet.
- mündliche Pflichtverteidigung einer Facharbeit zur Erlangung des Abiturs auf dem Zweiten Bildungsweg in Berlin
- mündliche Pflichtverteidigung einer Abschlussarbeit zur Erlangung des Bachelor- oder Master-Abschlusses
- Doktorprüfung
- letzte mündliche Prüfung im Berufspraktikum/Anerkennungsjahr einer Fachhochschule für Sozialpädagogik (Ausbildung zum staatlich anerkannten Sozialarbeiter/Sozialpädagogen)
- mündlicher Test im Stil eines Gesprächs (Frage – Antwort) zwischen Professor oder Laboringenieur und Studenten (z. B. als Eingangstest für ein Praktikum, um zu prüfen, ob der Student vorbereitet ist, oder als (mündliche) Prüfung im Verlauf oder am Ende eines Praktikums)
- schriftliche Überprüfung im Rahmen einer Übung an Universitäten in Österreich
- als Abschluss des Berufsanerkennungspraktikums in sozialen Berufen (z. B. Erzieher, Kinderpfleger, Heilerziehungspfleger). Nach dem Anerkennungsjahr nimmt man an einem Kolloquium teil und erhält danach die staatliche Anerkennung (z. B. als staatliche anerkannter Erzieher)
- Form der mündlichen Prüfung bei der Habilitation, mit der das offizielle Recht erworben wird, an einer Hochschule oder Universität zu lehren

Folgende Prüfungen und Abschlussveranstaltungen werden alternativ Kolloquium genannt:
- Diplomverteidigung oder Verteidigung der Bachelor- bzw. Masterarbeit
- Verteidigung der Seminarfacharbeit oder BeLL, die in manchen Bundesländern (z. B. Thüringen und Baden-Württemberg) Bestandteil des Abiturs ist.

### Im Allgemeinen
Außerdem werden an Hochschulen regelmäßige Treffen von Diplomanden oder Doktoranden, aber auch von Bachelor- und Masterkandidaten als Kolloquium bezeichnet. Dort können die Teilnehmer ihre laufenden Forschungsarbeiten vorstellen und unter Fachpublikum diskutieren.
Um verdiente Wissenschaftler zu ehren, veranstalten Hochschulen oder deren Fakultäten zudem Festkolloquien. Dazu sind dann in der Regel auch auswärtige Gäste eingeladen.
Früher nannte man insbesondere die lateinischen Redeübungen Colloquia, die mitunter auch publiziert wurden. Berühmt sind die Colloquia des Erasmus.
Zur Zeit der Reformation wurden die Religionsgespräche der streitenden Parteien zuweilen Colloquia (caritativa) genannt. Später wurde unter Colloquium die gelehrte, an Stelle der Prüfung stehende Unterredung mit den Vorgesetzten verstanden, der sich norddeutsche protestantische Geistliche unterziehen mussten, wenn sie befördert werden sollten oder in eine andere Landeskirche übertreten wollten.
Im Umfeld von Studentenverbindungen bezeichnet Kolloquium den Teil von Kneipen oder Kommersen, welcher dem formlosen Gespräch der Teilnehmer gewidmet ist. Während der Reden und Zeremonien herrscht „Silentium“ (Ruhe), dazwischen „Kolloquium“ (Gespräch).
Ferner war das Kolloquium ein Organ der Evangelisch-Reformierten Landeskirche Graubünden, siehe Kolloquium (Graubünden).